# Decca Records
Decca Records (Discs Decca) és una companyia discogràfica fundada l'any 1929 al Regne Unit per Edward Lewis. Aquesta companyia es va establir als Estats Units l'any 1934, tanmateix per causa de la Segona Guerra Mundial la relació amb la companyia britànica es va trencar durant dècades. Aquesta companyia va ser notable pel desenvolupament de mètodes d'enregistrament dels discos i per fer cast albums als Estats Units. Les dues ales (britànica i dels Estats Units) són ara part de Universal Music Group propietat de Vivendi, un conglomerat de medis amb seu a França.

## Marca
El nom de "Decca" data d'un gramòfon portàtil anomenat "Decca Dulcephone" patentat el 1914 pels fabricants d'instruments musicals Barnett Samuel and Sons. El nom de "Decca" va ser encunyat per Wilfred S. Samuel mesclant "Mecca" amb la inicial D del seu logo "Dulcet" o la seva marca registrada "Dulcephone." Samuel, que lingüista,, va escollir "Decca" perquè era fàcil de pronunciar en molts idiomes.
En la dècada de 1950 la Decca americana estava situada a Pythian Temple de Nova York.

## En la música popular
Entre els artistes que treballaven amb la Decca es trobaven en un primer moment Bing Crosby i Al Jolson. A la dècada de 1930 i 1940 hi havia, entre d'altres, Louis Armstrong, Charlie Kunz, Count Basie, Jimmie Lunceford, Jane Froman, Boswell Sisters, Billie Holiday, Andrews Sisters, Ted Lewis, Judy Garland, Els Mills Brothers, Billy Cotton, Guy Lombardo, Chick Webb, Louis Jordan, Bob Crosby, The Ink Spots, Dorsey Brothers (i Jimmy Dorsey quan el grup es va separar), Connee Boswell i Jack Hylton, Victor Young, Earl Hines, Claude Hopkins, i Sister Rosetta Tharpe.
El 1942, Decca realitzà el primer enregistrament de la cançó "White Christmas" per Bing Crosby que actualment continua essent el single més venut del món. El 1954 la Decca americana realitzà el disc "Rock Around the Clock" per Bill Haley & His Comets que va ser el primer hit internacional del rock and roll
Decca va refusar fitxar els Beatles, quan aquests començaven la seva carrera, després de fer una audició del grup, cosa que va ser un error de Decca des del punt de vista comercial. Tanmateix una indicació de George Harrison va fer que Decca efectués una audició de l'aleshores nou grup, Rolling Stones i aquests signesin un contracte amb Decca, els Rolling Stones van romandre en aquesta companyia fins al 1970.

## Música clàssica
Decca en la música clàssica tenia, al principi, la competència de les companyies HMV i Columbia (més tards fusionades en EMI). El baríton Roy Henderson, va fer completa Dido i Aeneas de Purcell amb Nancy Evans i Louis Boyd Neel. John Culshaw, s'uní a Decca el 1946. També treballaren pel segell Decca Herbert von Karajan, Joan Sutherland i més tard Luciano Pavarotti.